# Le Milieu
Le Milieu, også kaldet haute-pègre (19. århundrede), Mitan (ca. 1920-1970) eller grand banditisme (nu), er hvad man kalder den organiserede kriminalitet i Frankrig. Ordet blev første gang brugt af Francis Carco, som et udtryk for et "meget specielt miljø".

## Geografisk opdeling af den organiserede kriminalitet i Frankrig
De bedst kendte og mest vigtige er:
- le milieu marseillais ;
- le milieu niçois ;
- le milieu corse (Gang de la Brise de mer på Haute-Corse og forskellige på Corse-du-Sud) ;
- le milieu parisien ;
- le milieu varois eller toulonnais ;
- le milieu lyonnais ;
- le milieu grenoblois ;
- le milieu nantais.

## Aktiviteter og beskrivelse
Historisk set er det i den sydøstlige del af Frankrig at den organiserede kriminalitet har udviklet sig. I 2000'erne var den organiserede kriminalitet på Korsika delt i to grupper, banden gang de la Brise de mer på Haute-Corse og bevægelsen omkring Jean-Jérôme Colonna, der døde i 2006 på Corse-du-Sud. Disse to grupperinger er de absolut største kriminelle grupperinger på fransk jord og de strækker sig helt ned i Afrika. Mafiaen på Korsika er mest kendt i offentligheden på grund af deres blodige regimente, der har krævet adskillige menneskeliv på øen. Den nordlige og centrale del af Frankrig er relativt forskånet for disse banders voldelige kampagner, her opererer de mere diskret indenfor deres traditionelt stærke områder som våbenhandel og handel med narkotika.[kilde mangler]